# Hyalomyzus mitchellensis
Hyalomyzus mitchellensis är en insektsart som beskrevs av Smith, C.F. 1982. Hyalomyzus mitchellensis ingår i släktet Hyalomyzus och familjen långrörsbladlöss. Inga underarter finns listade i Catalogue of Life.